# Catskill (falu, New York)
Catskill település az Amerikai Egyesült Államok New York államában, Greene megyében, melynek megyeszékhelye is. Lakosainak száma 3745 fő (2020. április 1.).

## Népesség
A település népességének változása:

| 2010 | 4 081 |
| 2020 | 3 745 |